# Rottmeister

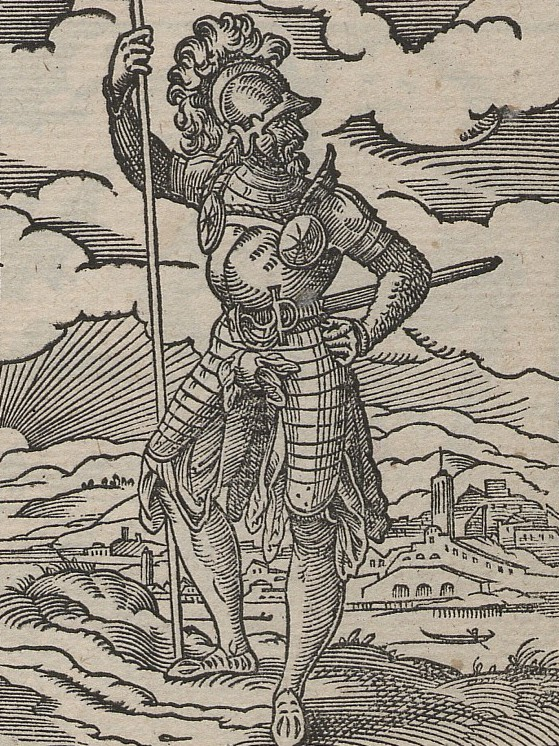
Rottmeister der Landsknechte in einem deutschen Ständebuch von 1568

Als einen Rottmeister (auch Rottenmeister) bezeichnet man im deutschen Sprachraum
- den Anführer einer Rotte, vor allem im frühneuzeitlichen Militär. Die Rotte war die kleinste Organisationseinheit eines Fähnleins und bestand aus acht bis zwölf Landsknechten oder sechs Doppelsöldnern. Die Rottenmitglieder wählten den Rottmeister aus ihrer Mitte. In den stehenden Heeren des deutschen Absolutismus wurden die Rottmeister nicht mehr gewählt, sondern von den Kompaniechefs ernannt. Als Dienstgrad rangierte der Rottmeister fallweise mit, meist aber nach dem Korporalen und Landpassaten sowie vor dem Gefreiten.[2] Letztere hatten oft selbst die Funktion eines Rottmeister inne, weshalb der gleichnamige Dienstgrad im 18. Jahrhundert aus den meisten deutschen Fürstenarmeen verschwand.

- in einigen früheren deutschen Landespolizeien einen niederrangigen Polizisten. Der Polizei-Rott(en)meister war allerdings nicht zwingend der Anführer der Polizeirotte. In den großstädtischen Schutzmannschaften des Großherzogtums Hessen-Darmstadt wurden die den Schutzmännern vorgesetzten Rottmeister im Jahr 1889 in Wachtmeister umbenannt. In der Kommunalpolizei der napoleonischen Ära des Königreichs Bayern war Rottmeister ein Unterführerrang; er rangierte vor dem Polizei-Korporal und dem gemeinen Polizeidiener, doch hinter dem Polizei-Offizianten und den Polizei-Actuaren. Den Dienstgrad übernahm später die Bayerische Landespolizei (von April 1928 bis Mai 1933 umbenannt in Schutzpolizei, unterteilt in Bereitschaftspolizei und Einzeldienst): Polizei-Rottmeister war, von 1922 bis 1933, der drittniederste Polizeidienstgrad, vergleichbar dem Obergefreiten; er stand zwischen dem Polizei-Unterwachtmeister und dem Polizei-Wachtmeister.[3][4] Zwischen 1936 und 1945 verlieh die deutsche Ordnungspolizei den Dienstgrad Rottwachtmeister an Polizisten mit mehr als vier Dienstjahren. Er war mit dem SS-Rottenführer bzw. dem Obergefreiten gleich auf. In der Republik Baden war Rottenmeister (sic) der höchste Mannschaftsgrad der landeseigenen Ordnungspolizei (1923–1936); er rangierte vor dem Streifenmeister und dem Polizeimann, doch hinter dem Polizei-Wachtmeister.

- den Aufseher einer Unterabteilung der Bürgerwehr, in früherer Zeit. In Kriegsjahren wurden die Bürger einer Stadt üblicherweise in Rotten eingeteilt (als Rottgesellen). Der Stadtrat bestimmte zu jeder Rotte einen Rottmeister als Aufsicht. Er war zuständig für das Meldewesen und die Feuerwehr (s. u.), hatte aber auch seine Rottgesellen bei Musterungen und Aufwartungen ihrem Fähnlein geschlossen zuzuführen.

- den Anführer einer Feuerlöschrotte. Feuerlöschrotten waren im 19. Jahrhundert die Vorläuferorganisation der heutigen Feuerwehren. Die Einwohner einer Gemeinde waren in mehrere Löschrotten eingeteilt.

- den Bürgermeister bzw. Vorsteher einer Kleinsiedlung, siehe Rotte (Siedlung)

- im sächsischen Bergbau bis zu Beginn des 18. Jahrhunderts die aus ihrer Umbenennung hervor gegangenen Schichtmeister

Der Rottmeister ist nicht mit dem ehemaligen Offiziersdienstgrad Rittmeister zu verwechseln.